# Chronique picte
La Chronique picte (anglais : Pictish Chronicle) est un nom souvent attribué par les historiens à une liste des rois des Pictes débutant des milliers d'années avant l'histoire connue des Pictes et s'achevant après l'intégration du royaume picte au royaume d'Alba.

## La Chronique
Le manuscrit original, bien que perdu, semble dater des premières années du règne de Kenneth II (qui gouverna l'Écosse de 971 à 995) puisqu'il est le dernier roi mentionné et que le chroniqueur ignore la durée de son règne. À l'exception de la liste des rois, l'intégralité du contenu n'est préservé que dans le manuscrit de Poppleton, datant du XIVe siècle.
Les six versions de la Chronique picte conservées sont classées par les spécialistes contemporains en deux groupes. Le « groupe A » qui comprend les copies datées de 971/975  & 1040/1072  et le « groupe B » celles des années 1187, 1251, 1280 & 1317. Ces deux groupes de documents correspondent vraisemblablement à deux sources initiales, sans doute ecclésiastiques, indépendantes.
Le texte désigné comme la « version A » est probablement le plus vieux et le plus complet et semble comporter moins d'erreurs que les autres versions. Il se compose de trois parties:
1. la Cronica de origine antiquorum Pictorum, un récit des origines mythiques des Pictes provenant surtout des Étymologies d'Isidore de Séville ;
2. une liste  des rois des Pictes;
3. la Chronique des rois d'Alba est parfois incluse.

Il est évident que les deux dernières sections furent originellement écrites en moyen irlandais puisque certains mots dans cette langue n'ont pas été traduits en latin.